# Иоанникий (Иванов)
Епи́скоп Иоанни́кий (в миру Иван Иванович Иванов; ум. 30 мая 1930, Свердловск) — епископ Древлеправославной Церкви Христовой (старообрядцев, приемлющих белокриницкую иерархию), епископ Пермский и Тобольский.

## Биография
Служил священником в деревне Бормотово Косминской волости Щегловского уезда Томской губернии. Епископ Уральский и Оренбургский Амфилохий (Журавлёв) так отозвался о нём в письме писем епископу Александру (Богатенкову): «Он человек старого уклада, строгий, наипаче против брадобрийц, табакокуров и вообще против нынешней распущенности, и человек не городской, а деревенский, говорит не так, как ученые нынешние».
Избран кандидатом в епископы на Пермско-Тобольскую епархию на епархиальном съезде, состоявшемся в Миассе в октябре 1918 года. Епархиальный съезд, прошедший 19 мая 1919 года в Очёрском Заводе Пермской губернии, подтвердил кандидатуру священника Иоанна Иванова. Хиротония затянулась из-за Гражданской войны, а также потому, что епископ Казанско-Вятский Филарет (Паршиков), находившийся тогда в Сибири, отказался дать свое согласие на рукоположение без согласия архиепископа, скрывавшегося в Донской епархии и ничего не знавшего о положении дел в Сибири. От предложения принять епископский сан первоначально отказался, затем всё же согласился. 1 августа (ст. ст.) 1920 года прибыл в Томск, а 2 августа 1920 года был возведен епископом Амфилохием в протоиереи. 30 октября 1920 года в Ново-Архангельском скиту по благословению епископа Александра и с письменного согласия других епископов епископом Амфилохием (Журавлёвым) пострижен в иноки с наречением имени Иоанникий, затем им же 21 ноября (4 декабря) того же года рукоположен единолично во епископа «на Пермскую, Екатеринбургскую и Тобольскую епархию ко храму Свят[ыя] Живоначальныя Троицы г. Екатеринбурга. При рукоположении было духовенства: 2 священноинока, 2 священника, 1 диакон, 1 иподиакон и стихарны[е], хор один пел смешанный, но все-таки ничего, было хорошо, торжественно». 6 декабря 1920 года вместе с епископом Амфилохием рукоположил Тихона (Сухова) во епископа на Томско-Алтайскую кафедру. Став епископом, жил в скиту, нёс «правило иноческое по обычаю и уставу монастырскому» до 13 ноября.
Участник Освященных соборов 1925, 1926 и 1927 годов на Рогожском кладбище.
Скончался в Свердловске 30 мая 1930 года в 4 с половиной часа утра, похоронен был 2 июня. Временное управление епархией было поручено епископу Казанско-Вятскому Филарету, который принял его, и в августе по ходатайству епархии передано епископу Амфилохию (Журавлёву).